# Rånerudåsen
Rånerudåsen är en tidigare tätort i Tønsbergs kommun i Vestfold fylke i sydöstra Norge. Orten ligger vid sidan av fylkesväg 3186, nordöst om tätorten Kirkevoll/Brekkeåsen, väster om Europaväg 18.
Tidigare har orten tillhört dåvarande Våle kommun, därefter dåvarande Re kommun.
Sedan 2012 räknas orten inte längre som en tätort.